# Clyde Kluckhohn
Clyde Kluckhohn ([ˈklʌkhoʊn]; 11 de janeiro de 1905 em Le Mars, Iowa – 28 de julho de 1960 próximo a Santa Fe, Novo México), foi um antropólogo e teórico social americano, mais conhecido por seu trabalho etnográfico de longo prazo entre os Navajo e suas contribuições para o desenvolvimento da teoria da cultura dentro da antropologia americana. Durante sua vida, Kluckhohn foi membro da Academia Americana de Artes e Ciências (1944), da Academia Nacional de Ciências dos Estados Unidos (1952), e da Sociedade Filosófica Americana (1952).

## Vida inicial e educação
Kluckhohn matriculou-se na Universidade Princeton, mas foi forçado por problemas de saúde a interromper seus estudos e foi se recuperar em um rancho no Novo México, propriedade do marido da prima de sua mãe, Evon Z. Vogt (pai do antropólogo Evon Z. Vogt, Jr.). Durante esse período, ele entrou em contato pela primeira vez com os Navajo vizinhos e começou um amor vitalício por sua língua e cultura. Ele escreveu dois livros populares baseados em suas experiências no território Navajo, To the Foot of the Rainbow (1927) e Beyond the Rainbow (1933).
Ele retomou os estudos na Universidade de Wisconsin-Madison e recebeu seu AB em grego em 1928. Em seguida, estudou clássicos no Corpus Christi College (Oxford) como bolsista Rhodes em 1928–1930. Nos dois anos seguintes, estudou antropologia na Universidade de Viena e foi exposto à psicanálise. Depois de lecionar na Universidade do Novo México de 1932 a 1934, continuou seus estudos de pós-graduação em antropologia na Universidade Harvard, onde obteve seu PhD em 1936. Permaneceu em Harvard como professor de Antropologia Social e, posteriormente, também de Relações Sociais pelo resto de sua vida.

## Principais obras
Em 1949, como parte de um grande projeto de pesquisa interdisciplinar chamado "Estudo Comparativo de Valores em Cinco Culturas", Kluckhohn começou a trabalhar entre cinco comunidades adjacentes no sudoeste americano: Zuñi, Navajo, Mórmon (SUD), Hispano-americano (mexicano-americano) e colonos do Texas. Uma abordagem metodológica fundamental que ele desenvolveu junto com sua esposa Florence Rockwood Kluckhohn e colegas Evon Z. Vogt e Ethel M. Albert, entre outros, foi a Teoria da Orientação de Valores. Eles acreditavam que o entendimento e a comunicação intercultural poderiam ser facilitados analisando a orientação de uma determinada cultura para cinco aspectos-chave da vida humana: Natureza Humana (as pessoas vistas como intrinsecamente boas, más ou mistas); Relação Homem-Natureza (a visão de que os humanos devem ser subordinados à natureza, dominantes sobre a natureza ou viver em harmonia com a natureza); Tempo (valor primário colocado no passado/tradição, presente/aprecimento ou futuro/posteridade/gratificação adiada); Atividade (ser, tornar-se/desenvolvimento interior ou fazer/esforço/diligência); e Relações Sociais (hierárquicas, colaterais/coletivo-igualitárias ou individualistas). O Método de Orientação de Valores foi desenvolvido mais profundamente por Florence Kluckhohn e seus colegas e alunos nos anos posteriores.
Kluckhohn recebeu muitas honrarias ao longo de sua carreira. Em 1947, serviu como presidente da Associação Antropológica Americana e tornou-se o primeiro diretor do Centro de Pesquisa Russa em Harvard. No mesmo ano, seu livro Mirror for Man ganhou o prêmio McGraw Hill pela melhor escrita popular sobre ciência.
Kluckhohn inicialmente acreditava na igualdade biológica das raças, mas posteriormente reverteu sua posição. Kluckhohn escreveu em 1959 que "à luz das informações acumuladas sobre a incidência significativamente variável de genes mapeados entre diferentes povos, parece imprudente assumir categoricamente que 'a capacidade inata do homem não varia de uma população para outra'... Com base na premissa de que capacidades específicas são influenciadas pelas propriedades de cada pool genético, parece muito provável que as populações difiram quantitativamente em seus potenciais para tipos específicos de realização."
Clyde Kluckhohn morreu de um ataque cardíaco em uma cabana no alto do Rio Pecos próximo a Santa Fe, Novo México. Ele foi sobrevivido por sua esposa, a Dra. Florence Rockwood Kluckhohn, que também lecionou antropologia no Departamento de Relações Sociais de Harvard. Clyde Kluckhohn também foi sobrevivido por seu filho, Richard Kluckhohn. A maioria de seus artigos está guardada na Universidade Harvard, mas alguns manuscritos antigos são mantidos na Universidade de Iowa.

## Interlocutores
- Edward Low
- Elizabeth Colson
- Florence Rockwood Kluckhohn
- Alfred L. Kroeber
- Dorothea Leighton
- Talcott Parsons
- Evon Z. Vogt

## Publicações selecionadas
- (1927) To the Foot of the Rainbow, uma exploração equestre da década de 1920 através do Velho Sudoeste.
- (1933) Beyond the Rainbow, um livro sobre viagens na terra dos Hopi e Navajo.
- (1943) Review of Sun chief ; The autobiography of a Hopi indian., editado por Leo W. Simmons. American Anthropologist 45:267-270.
- (1949) Mirror for Man, Nova York: Fawcett.
- Kluckhohn, Clyde, Leonard McCombe, e Evon Z. Vogt (1951) Navajo means People. Cambridge, MA: Harvard University Press.
- (1951). "Values and value-orientations in the theory of action: An exploration in definition and classification." In T. Parsons & E. Shils (Eds.), Toward a general theory of action. Cambridge, MA: Harvard University Press.
- Kroeber, Alfred e Kluckhohn, Clyde (1952) Culture: A Critical Review of Concepts and Definitions.
- Murray, Henry A. e Clyde Kluckhohn, (1953) Personality in Nature, Society, and Culture.
- (1961) Anthropology and the Classics, Brown University Press.
- (1962) Culture and Behavior: Collected Essays, Free Press of Glencoe.